# Oolamnagavik River
Der Oolamnagavik River ist ein 95 km langer rechter Nebenfluss des Colville River im Norden des US-Bundesstaats Alaska.

## Verlauf
Sein Quellgebiet liegt in den nördlichen Ausläufern der Brookskette nahe der Grenze zum Gates-of-the-Arctic-Nationalpark. Der Oolamnagavik River fließt in überwiegend nördlicher Richtung und mündet sechs Kilometer südwestlich des Killik River in den Colville River, der durch die North Slope zum Arktischen Ozean fließt.
Der Oolamnagavik River ist einer von zahlreichen kleineren und größeren Flüssen, die den Colville River von der Brookskette nördlich der kontinentalen Wasserscheide her speisen. Das etwa 1500 km² große Einzugsgebiet des Oolamnagavik River grenzt im Westen an das des Kurupa River sowie im Osten an das des Killik River.

## Name
Der Name des Flusses wurde erstmals 1946 von Geologen des Naval Petroleum Reserve No. 4 dokumentiert.

## Nebenflüsse
Der Imnaitchiak Creek ist ein rechter Nebenfluss des Oolamnagavik River und ist Teil des hydrologischen Hauptstrangs. Der 35 km lange Fluss entspringt am Nordrand der Brookskette auf einer Höhe von 1750 m. Das Quellgebiet liegt östlich der Quellregion des Kurupa River sowie nördlich bzw. westlich der Einzugsgebiete von Enekalikruak Creek und Akmalik Creek, linke Nebenflüsse des Killik River. Der Imnaitchiak Creek fließt in nördlicher Richtung aus dem Gebirge und trifft schließlich auf den weniger Wasser führenden Oberlauf des Oolamnagavik River, 77 km oberhalb der Mündung des Oolamnagavik River in den Colville River.
Der East Fork Oolamnagavik River ist ein 51 km langer rechter Nebenfluss des Oolamnagavik River. Er entspringt auf einer Höhe von etwa 730 m in einem in Nord-Süd-Richtung verlaufenden Höhenrücken, der den Killik River westlich flankiert. Der East Fork Oolamnagavik River fließt in überwiegend nördlicher Richtung und mündet schließlich in den Unterlauf des Oolamnagavik River, 16 km oberhalb dessen Mündung in den Colville River.